# Neuapostolische Kirche Südliches Afrika
Die Neuapostolische Kirche Afrika-Süd (englisch New Apostolic Church Southern Africa) ist ein Verwaltungsbezirk, auch Gebietskirche genannt, der Neuapostolischen Kirche, der sich um die Betreuung der Mitglieder im Bereich südliches Afrika kümmert. Sie hat ihren Hauptsitz in Kapstadt, Südafrika.
Kirchenpräsident ist seit dem 18. Dezember 2016 der Bezirksapostel John Leslie Kriel. Als Bezirksapostelhelfer und somit Stellvertreter wurde Bezirksapostel Patrick Mkhwanazi beauftragt.
Die Neuapostolische Kirche Afrika-Süd entstand am 18. Dezember 2016 durch die Zusammenführung der Neuapostolischen Kirche Südafrika und der Neuapostolischen Kirche Südostafrika.

## Gebietskirche
Neben dem Bezirksapostel und seinem Helfer betreuen 28 Apostel und mehr als 30 Bischöfe die Gläubigen in diesem Bereich. Die Gebietskirche teilte sich auf folgende Regionen auf:
- Südafrika
- Botswana
- Eswatini
- Falkland Island
- Komoren
- Lesotho
- Madagaskar
- Mauritius
- Mayotte
- Mosambik
- Namibia
- Réunion
- Rodriguez
- Seychellen
- St Helena Island

## Einrichtungen
Die ehemalige Gebietskirche Südafrika verfügt seit 2010 über das eigene Fernsehprogramm NAC TV und brachte diese auch in die neue Gebietskirche mit. Auf einem Gemeinschaftssender Cape TV hat die Gebietskirche Sendezeiten, die mit christlichen Inhalten, wie zum Beispiel Konzerten der Kirchenchöre, Ansprachen des Bezirksapostels oder Dokumentationen, gefüllt werden.
Des Weiteren wird eine Kirchenzeitschrift für Afrika verbreitet: African Joy. Diese wird in den drei Gebietskirchen Ost-Afrika, Sambia und Afrika-Süd verteilt. Die Zeitschrift erscheint in 17 verschiedenen Sprachen und mit einer Auflage von 655.000 Stück.